# Sotion
Sotion (stgr. Σωτίων) z Aleksandrii – grecki perypatetyk, doksograf i historyk, którego działalność przypadała na pierwszą połowę II wieku p.n.e. (ok. 200–170 p.n.e.).
Jego prace, w tym najważniejsza Sukcesje filozofów (stgr.  ∆ιαδοχαΐ των φιλοσόφων Philosophon diadochai), stanowiły ważne źródło informacji dla Diogenesa Laertiosa i Atenajosa z Naukratis. Plutarch opisując śmierć Bucefała i Peritasa w Żywocie Aleksandra również powołuje się na Sotiona.
Przyjmuje się, że na Sukcesje składało się trzynaście ksiąg, chociaż Laertios wymienia ich aż 23. Był to wykaz bezpośrednio po sobie następujących filozofów różnych szkół z opisem ich poglądów. Prawdopodobnie to Sotion dokonał podziału filozofii greckiej na szkołę jońską i italską, przy czym to on przypisał Pitagorasowi autorstwo Świętego Poematu, O wszechświecie, O duszy, O pobożności i dwóch innych.
Laertios twierdził, że Sotion był również autorem Diokleckich ripost, a Atenajos, że Satyr Tymona. Żadna z jego prac nie zachowała się do naszych czasów.